# Очень древний народ
«Очень старый народ» (англ. The Very Old Folk) — это название дал рассказу издатель, который прочитал его в письме Говарда Филлипса Лавкрафта к Дональду Вандрею от 3 ноября 1927 года. Впервые опубликован в небольшом пресс-журнале Scienti-Snaps, в выпуске лета 1940. В 1995 году вошёл в сборник издательства Arkham House под редакцией С. Т. Джоши.
Фрэнк Белнэп Лонг тоже прочитал этот фрагмент, который Лавкрафт написал о своём сне, и получил от него одобрение на то, чтобы включить его в часть своей повести «Ужас с холмов».

## Сюжет
Рассказчику снится сон, в котором главный герой — Луций Целий Руф, военный квестор в Древнем Риме, в стране васконов, недалеко от Помпелло, у подножия Пиренеев в Ближней Испании. Каждый год местных жителей нападали племена сошедшие с гор, которые похищали людей и приносили в жертву на шабаше. Чувство приближающегося зла охватило деревню из-за беспорядков между горожанами и горцами. Все знали, что они отомстят.  
Очень древний народ обитал высоко в холмах; они говорили на отрывистом языке, который васконы не понимали. Каждую весну перед календами мая и осенью перед календами ноября они свершали мерзкие обряды, их вопли и жертвенные костры вселяли ужас в деревни. 
В город прибыла пятая когорта (300 солдат) XII-го легиона из Калагурриса, которой командовали: Тиберий Анней Стилпо, Гней Бальбутий, Публий Скрибоний, Секстий Аселлий. Военная экспедиция двинулась маршем в горы в сумерках с целью захватить пленников для суда пропретора в Таррако. Луций предоставил исследования о древнем народе, описанные в свитках из Сирии, Египта и Астурии, а также истории кровожадного жреца Арицийской Дианы из лесного храма на краю озера Неми. Проводник Верцеллий показал путь в горы. Ночью вспыхнули костры и звук барабанов усилился. Затем на них напали летающие существа: 
Воздух стал ощутимо холоднее и задрожал от ужасающих хлопков огромных крыльев. Фантастические тени и очертания существ скользили по небу, а затем вдруг с неба исчезли все звёзды. Когда факелы потухли, над поражённой и дико кричащей когортой остались лишь гибельные и ужасные жертвенные костры на возвышающихся вершинах; адский и красный, их огонь сейчас обрисовывал фигуры безумно скачущих колоссальных безымянных существ, о которых никогда не осмеливались даже прошептать в самых жутких сказаниях ни фригийский жрец, ни старуха из кампанийского селения. Над слившимися криками людей и лошадей раздался демонический грохот, а холодный как лёд пронизывающий воздушный поток неторопливо скользнул вниз с тех запретных высот и обернулся вокруг каждого человека, а затем вся когорта принялась бороться и кричать в темноте, будто изображая судьбу Лаокоона и его сыновей. Только старый Скрибоний Либо казался покорившимся судьбе. Он произнёс несколько слов, не заглушённых воплями: «Malitia vetus — malitia vetus est… venit… tandem venit…» (Древнее зло… это древнее зло… случилось… случилось, наконец…).
Рассказчик просыпается и заявляет, что «это был самый яркий сон за многие годы, основанный на колодцах подсознания, давно нетронутых и забытых». О судьбе когорты записей не было, но город дожил до наших дней под названием Помпелоны. В конце рассказчик называет своё имя как Гай Юлий Вер Максимин.

## Персонажи
- Луций Целий Руф — рассказчик. Носил обычную тогу и не отличался какими-то особыми характеристиками.

- Публий Скрибоний Либо — проконсул, прибывший в Помпелло из Таррако. Он был одет в белую тогу-претексту, а золотой свет отбрасывает блики на сияющую лысую голову и морщинистое ястребиное лицо, выглядел мрачным.

- Секстий Аселлий — военный трибун, командующий пятой когортой XII-го легиона. Молодой римлянин в отполированных ножных доспехах и с самодовольной усмешкой. Относился ко всем местным жителям с крайним презрением, но в то же время считал неразумным их будоражить.

- Гней Бальбутий — легат всего региона, которые прибыл Калагурриса, где находилась его постоянная резиденция. Одет в форму со сверкающим шлемом и в нагруднике. Его выбритые до синевы губы сжаты в упорном неприятии. Подал протест, так как искренне полагал, что решительные военные действия послужат причиной для волнений среди васконов — и тех из них, кто вёл прежний варварский образ жизни, и тех, кто осел на земле.

- Тиберий Анней Стилпо — командующий солдатами в городе Помпелло.

- Верцеллий — молодой проводник, сын чистокровных римлян, который согласился показать путь в горы.

- Чернокрылые существа (BlackWing) — огромные летающие существа, тёмного цвета, невидимы на фоне луны, управляют ветром.

## Вдохновение
Рассказ о языческом зле в Римской империи, представляет собой Вергилианское умонастроение в купе с призрачными фантазиями, обычными в канун шабаша и Дня всех святых. В нём встречаются темы историчности, политизированности, вещего сна, древнего зла и отчуждённости. Рассказ написан в повествовании от первого лица, где герой во сне видит воспоминания человека из прошлого, обстоятельства смерти которого обладают огромным потенциалом ужаса. Впечатления происходят от поэмы Энеида, упомянутую Лавкрафтом в рассказе, как сделанную в неизвестном переводе, что ближе к тому, который написал Публий Марон.
Роберт Говард, писатель и друг Лавкрафта, в рассказе «Черви Земли» (1932) упоминает «чёрных богов» Р’льех, Дагона, Центуриона Публия и вымышленные города из произведений Лавкрафта. Говард уже описывал похожих существ в более раннем рассказе «Дети ночи», установленном в окружении «Мифов Ктулху».

## Связь с другими произведениями
- В рассказе «Зов Ктулху» упоминается Ирем, город Столбов культ, который призывал Чернокрылых на шабаше в горах.
- В рассказе «Затаившийся страх» описаны различные легенды о летающих существах.
- В рассказе «Крысы в стенах» описан древний культ в замке, где во времена Древнего Рима приносили людей в жертву.
- В рассказе «Ибид» описан художественный мир Древнего Рима.
- В рассказе «Потомок» описан замок в Йоркшире, где в Древнем Риме Габиний Капито основал неизвестный культ.